# Ford Super Deluxe
Ford Super DeLuxe – samochód osobowy klasy wyższej produkowany pod amerykańską marką Ford w latach 1941–1948.
Oznaczenie Super De Luxe (zapisywane przed wojną w ten sposób) zostało wprowadzone w 1941 roku modelowym dla lepiej wykończonego droższego modelu Forda, następcy dotychczasowego De Luxe, a oznaczenie De Luxe otrzymał wówczas tańszy model. Takie nazewnictwo i hierarchię modeli wznowiono po II wojnie światowej, od modelu 1946 roku. Oznaczenie Super DeLuxe przetrwało do końca 1948 roku modelowego, a w nowym modelu 1949 roku zastąpiono je przez Custom.

## Galeria

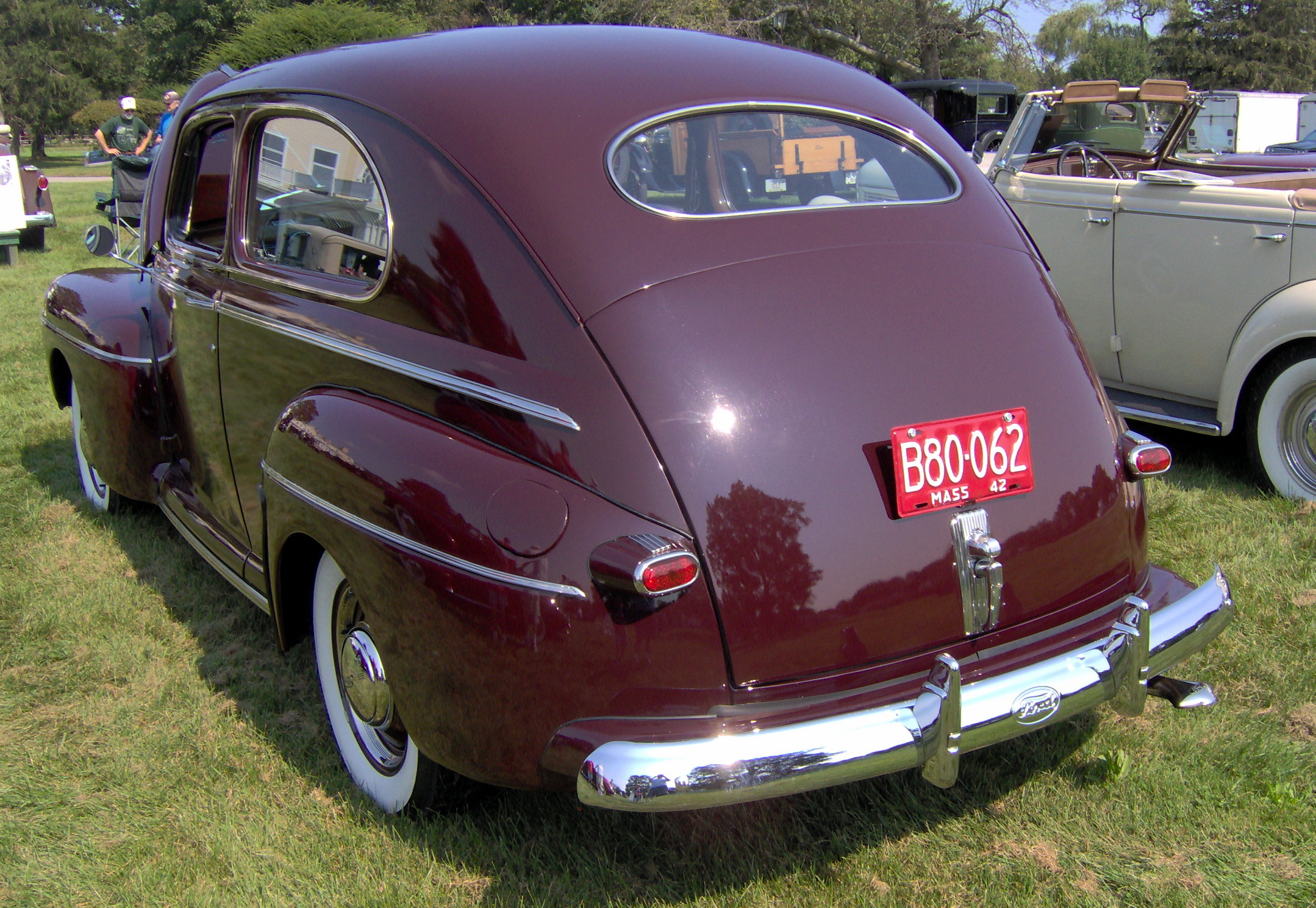
Ford Super Deluxe - tył
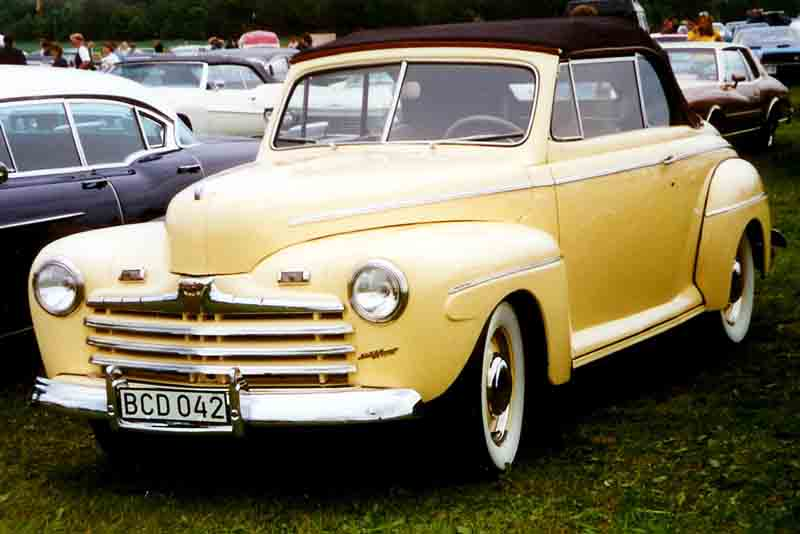
Ford Super Deluxe Cabriolet